# Стадіон імені короля Бодуена
Стадіон імені короля Бодуена (фр. Stade Roi Baudouin, нід. Koning Boudewijnstadion) — футбольний стадіон, розташований у північно-західній частині Брюсселя. Домашній стадіон національної збірної Бельгії з футболу.

## Історія
Стадіон було відкрито 23 серпня 1930 року під час святкування 100-річчя незалежності Бельгії у присутності принца Леопольда III  і спочатку названо «Ювілейним». Стадіон побудовано до бельгійської міжнародної виставки 1935 року. Місткість стадіону в той час склала – 70 000 глядачів. 
1946 року стадіон перейменували на «Ейзель». Стадіон приймав фінали Кубку європейських чемпіонів (1958, 1966, 1974, 1985) і Кубку володарів кубків (1964, 1976, 1980, 1996). Найвищу відвідуваність зафіксовано 1958 року – 66 тисяч глядачів. Крім того, 1972 року було проведено фінал Чемпіонату Європи, в якому Західна Німеччина обіграла національну збірну СРСР 3:0. 
Стадіон мав статус, як домашня арена для національної команди Бельгії. 
Стадіон приймав фінальний матч Кубка європейських чемпіонів 1984—1985 між англійським «Ліверпулем» та італійським «Ювентусом». Дії англійських футбольних хуліганів спричинили тисняву і, як наслідок, обвал стіни стадіону. Загинуло 39 осіб, 32 з яких були італійськими тифозі, сотні людей отримали травми.
До 1995 стадіон перебудовано та перейменовано на «Стадіон імені короля Бодуена» на честь короля Бодуена I.
10 червня 2000 року стадіон приймав матч-відкриття Євро-2000 Бельгія — Швеція. На арені також проходив один чвертьфінал та один півфінал турніру.
26 травня 2006 року Королівська Бельгійська футбольна асоціація ухвалила рішення більше не використовувати стадіон як домашню арену для національної збірної з міркувань безпеки глядачів. Однак завдяки зусиллям адміністрації Брюсселя в листопаді 2006 року статус домашньої арени був повернутий.
2007 стадіон приймав Кубок світу з регбі. У 2009 та 2012 тут проходили матчі регбійного турніру Heineken Cup.

## Матчі Євро 2000
| Дата           |           | Результат |            | Раунд       |
| -------------- | --------- | --------- | ---------- | ----------- |
| 10 червня 2000 | Бельгія   | 2–1       | Швеція     | Група B     |
| 14 червня 2000 | Італія    | 2–0       | Бельгія    | Група B     |
| 19 червня 2000 | Туреччина | 2–0       | Бельгія    | Група B     |
| 24 червня 2000 | Італія    | 2–0       | Румунія    | Чвертьфінал |
| 28 червня 2000 | Франція   | 2–1       | Португалія | Півфінал    |